# 海梅尤什鄉
46°37′N 26°51′E / 46.617°N 26.850°E
海梅尤什鄉（羅馬尼亞語：Comuna Hemeiuș, Bacău），是羅馬尼亞的鄉份，位於該國東北部，由巴克烏縣負責管轄，面積9平方公里，海拔高度176米，2007年人口4,387，人口密度每平方公里492人。